# Pavetta staudtii
Pavetta staudtii är en måreväxtart som beskrevs av John Hutchinson och John McEwan Dalziel. Pavetta staudtii ingår i släktet Pavetta och familjen måreväxter. Inga underarter finns listade i Catalogue of Life.